# Ángel López García
Ángel López García-Molins (Zaragoza, 1949) é um linguista, ensaísta e gramático espanhol, professor de linguística geral na Universidade de Valência.

## Carreira
Estudou Ciências e Filologia Românica na Universidade de Zaragoza. Obteve o doutorado em Filologia Hispânica por essa mesma universidade com uma tese intitulada Los adverbios en -mente en español contemporáneo (1976), dirigida por Félix Monge, que ganhou um prêmio extraordinário em 1977.
Foi sucessivamente Professor Auxiliar do Departamento de Língua Espanhola da Universidade de Zaragoza (1972-1973), Investigador do Conselho Superior de Investigações Científicas (1973-74), Professor Catedrático de Linguística e Língua Espanhola no Colégio Universitário de Huesca (1974-77), professor de Língua e Literatura Espanhola no INB "Marius Torres" de Lérida (1977), Professor Associado de Gramática Geral e Crítica Literária na Universidade de Valência (1978-80), professor de Gramática Geral e Linguística na Universidade de Valência desde 1981. Ele também foi professor visitante na Universidade da Virgínia durante o semestre de outono de 1987, na Universidade de Mainz durante o semestre de verão de 1989, na Universidade de Minnesota durante o semestre da primavera de 1989, na Universidade de Aarhus durante o semestre de outono de 1996, na Universidade Nacional de Tucumán durante o semestre de outono de 2000; também da Universidade Internacional Menéndez Pelayo, do OFINES (Instituto Ibero-Americano de Cooperação) e do Instituto Cervantes nos centros do Rio de Janeiro, Manila, Bucareste e Cairo. Lecciona regularmente cursos de pós-graduação na Universidade de Salamanca e na Universidade Carlos III de Madrid.
Fundou a revista Cuadernos de Filología em 1979 e é seu Diretor Honorário; É também codiretor da Biblioteca Linguística Catalã; Editor-chefe da LynX (uma série monográfica em linguística e percepção mundial), membro do conselho editorial das revistas Hispanic Linguistics, Tropelías, Español actual, Lingüística española actual, Sprachen der Welt, Pragmalingüística, Language Design, Verba, Revista de Investigación Lingüística e ELUA.
É também fundador e diretor do IVALCA (Instituto Valenciano de Língua e Cultura Ameríndia) e coeditor da série Línguas e Culturas Ameríndias. Este Instituto é a única organização espanhola que se ocupa das línguas indígenas da América: organizou conferências, promoveu intercâmbios e dinamizou relações com a América Latina. Ele próprio tratou de uma dessas línguas em seu livro Gramática muisca (1995).

## Trabalhos de pesquisa
Sua contribuição mais notável para a linguística é a gramática liminar, uma teoria da linguagem baseada nas relações entre linguagem e consciência linguística, que são formalizadas matematicamente com base na topologia geral. O desenvolvimento desta teoria, iniciada e definida por Ángel López García, também foi realizado por alguns dos seus discípulos, agrupados na chamada Escola de Valência . Este é um grupo de investigação que também se espalhou por outras universidades e obteve reconhecimento nacional e internacional: está incluído no Dicionário de Linguística Moderna de E. Alcaraz (Barcelona, Ariel) e no Lexikon der Romanistichen Linguistik (Tübingen, Niemeyer), além das inúmeras resenhas que os livros de Ángel López García e seus discípulos têm merecido.
Recentemente esta abordagem global, em que se estuda a relação entre a linguagem e outras modalidades de informação, especialmente a visão, levou-o a abordar a questão da origem da linguagem numa perspectiva bioquímica em Genetic Fundamentals of Language (2002), um livro controverso em que estabelece um paralelo entre as leis do código genético e as do código linguístico.

## Publicações
Livros acadêmicos e de divulgação científica
- Elementos de semántica dinámica. Semántica española. Zaragoza, Ed. Pórtico, 1977.
- Para una gramática liminar. Madrid, Ed. Cátedra, 1980.
- Lecciones de Retórica y Métrica (en col.). Valencia, Ed. Lindes, 1981.
- Estudios de Lingüística española, Barcelona. Ed.Anagrama, 1983.
- El rumor de los desarraigados (Conflicto de lenguas en la península ibérica). Barcelona, Ed.Anagrama, 1985.
- Diccionario de sinónimos y antónimos de la lengua española. Valencia , Ed. Ortells, 1985.
- Psicolingüística. Madrid, Síntesis, 1988
- Fundamentos de lingüística perceptiva. Madrid, Gredos, 1989.
- Introduction to Topological Linguistics - Annexa-LynX. Valencia-Minnesota, 1990.
- Nuevos estudios de lingüística española. Editum: Ediciones de la Universidad de Murcia, 1990.
- Lingüística general y aplicada (en col.). Universidad de Valencia, Secretariado de Publicaciones, 1990.
- El sueño hispano ante la encrucijada del racismo contemporáneo. Mérida, Editora Regional de Extremadura, 1991.
- (en col. con R. Morant), Gramática femenina. Madrid, Cátedra, 1991.
- Presentación de las lenguas y culturas chibchas. Valencia, IVALCA, 1995.
- Gramática muisca. München/Newcastle, LINCOM, 1995.
- Gramática del español 1. La oración compuesta. Madrid, Arco Libros, 1994.
- Gramática del español 2. La oración simple. Madrid, Arco Libros, 1996.
- Gramática del español 3. Las partes de la oración. Madrid, Arco Libros, 1998
- Escritura e información. La estructura del lenguaje periodístico. Madrid, Cátedra, 1996.
- En medio de los medios. Zaragoza, Prames, 1998.
- Ángel López García-Molins (2000). Cómo surgió el español: Introducción a la sintaxis histórica del español antiguo. Madrid: Gredos [3][4]
- Ángel López García-Molins (2002). Fundamentos genéticos del lenguaje. Madrid: Ediciones Cátedra [5]
- Comprensión oral del español. Madrid, Arco, 2002.
- Ángel López García-Molins (2004). Babel airada. Las lenguas en el trasfondo de la supuesta ruptura de España. Madrid: Biblioteca Nueva [6]
- The grammar of genes. Bern / New York, Peter Lang, 2005.
- Gramática cognitiva para profesores de español L2. Madrid, Arco Libros, 2005
- Conocimiento y lenguaje. Universidad de Valencia, Servicio de Publicaciones, 2005
- The Neural Basis of Language. München/Newcastle, LINCOM, 2007.
- Ángel López García-Molins (2007). El boom de la lengua española. Análisis ideológico de un proceso expansivo. Madrid: Biblioteca Nueva [7]

Ensaios de militância política
- Ángel López García-Molins (2017). España contra el Estado. [S.l.]: Editorial Renacimiento [8]

Libros didáticos
- Atrapados por las palabras. Barcelona, Alba, 1997.
- El inspector filólogo. Madrid, Arco, 1999.
- El caso del teléfono móvil. Madrid, Arco, 2000.
- El asesino de Internet. Madrid, Arco, 2000.
- Los poderes de Meme. Barcelona, Alba, 2002.